# Wubana
Genre
Wubana est un genre d'araignées aranéomorphes de la famille des Linyphiidae.

## Distribution
Les espèces de ce genre se rencontrent aux États-Unis et au Canada,.

## Liste des espèces
Selon World Spider Catalog (version 16.5, 12/12/2015) :
- Wubana atypica Chamberlin & Ivie, 1936
- Wubana drassoides (Emerton, 1882)
- Wubana ornata Chamberlin & Ivie, 1936
- Wubana pacifica (Banks, 1896)
- Wubana reminiscens Chamberlin, 1949
- Wubana suprema Chamberlin & Ivie, 1936
- Wubana utahana Chamberlin & Ivie, 1936

## Publication originale
- Chamberlin, 1919 : New western spiders. Annals of the Entomology Society of America, vol. 12, p. 239-260.